# Theodor Larsen
Theodor Larsen (né en 1841 à Gjerdrum et mort en 1892) est le dernier bourreau à avoir officié en Norvège. Il travaillait comme technicien de laboratoire au Rikshospitalet et effectuait son travail de bourreau comme un deuxième emploi. Larsen a procédé aux quatre dernières exécutions en vertu du code civil et pénal norvégien, à savoir décapitation à la hache,.
Larsen a été embauché  bourreau après que Samson Isberg a arrêté en 1864.
| Exécuté                                 | Date            | Crime          | Victime             | Sujet                  | Tribunal            |
| --------------------------------------- | --------------- | -------------- | ------------------- | ---------------------- | ------------------- |
| Olaves Andersson                        | 17 juillet 1868 | Meurtre        | Margaret Vestvollen | Vol                    | Lillestrøm, Skedsmo |
| Jakob Alexander Jakobsen Wallin         | 25 janvier 1876 | Meurtre        | Erik Marteau        | Vengeance              | Bergen              |
| Sofie Johannesdotter                    | 18 février 1876 | Empoisonnement | 3 personnes         | Querelle, haine et vol | Halden, Østfold     |
| Kristoffer Nilsen Svartbækken Grindalen | 25 février 1876 | Meurtre        | Even Dæhlin         | Vol                    | Løten, Hedmark      |